# Адміністративний поділ Папуа Нової Гвінеї
В адміністративному відношенні Папуа Нова Гвінея, станом на 2012 рік, поділяється на 20 провінцій, автономний регіон Бугенвіль та національний столичний округ.
| Номер | Прапор | Провінція                    | Адміністративний центр | Територія (км²) | Населення | Кількість (осіб/км²) | Регіон   |
| ----- | ------ | ---------------------------- | ---------------------- | --------------- | --------- | -------------------- | -------- |
| 1     |        | Центральна                   | Порт-Морсбі            | 29 500          | 183 153   | 6,21                 | Папуа    |
| 2     |        | Сімбу                        | Кундіава               | 6100            | 258 776   | 42,42                | Гайлендс |
| 3     |        | Східний Гайлендс             | Горока                 | 11 200          | 429 480   | 38,35                | Гайлендс |
| 4     |        | Східна Нова Британія         | Кокопо                 | 15 500          | 220 035   | 14,20                | Острови  |
| 5     |        | Східний Сепік                | Вевак                  | 42 800          | 341 583   | 7,98                 | Момасе   |
| 6     |        | Енга                         | Вабаг                  | 12 800          | 289 299   | 22,60                | Гайлендс |
| 7     |        | Галф                         | Керем                  | 34 500          | 105 050   | 3,04                 | Папуа    |
| 8     |        | Маданг                       | Маданг                 | 29 000          | 362 085   | 12,49                | Момасе   |
| 9     |        | Манус                        | Лоренгау               | 2100            | 43 589    | 20,76                | Острови  |
| 10    |        | Мілн-Бей                     | Алотай                 | 14 000          | 209 054   | 14,93                | Папуа    |
| 11    |        | Моробе                       | Лае                    | 34 500          | 536 917   | 15,56                | Момасе   |
| 12    |        | Нова Ірландія                | Кавіенг                | 9600            | 118 148   | 12,31                | Острови  |
| 13    |        | Оро                          | Попондетта             | 22 800          | 132 714   | 5,82                 | Папуа    |
| 14    |        | Автономний регіон Бугенвіль  | Арава                  | 9300            | 175 160   | 15,18                | Острови  |
| 15    |        | Південний Гайлендс           | Менді                  | 15 100          | 360 318   | 23,86                | Гайлендс |
| 16    |        | Західна                      | Дару                   | 99 300          | 152 067   | 1,53                 | Папуа    |
| 17    |        | Західний Гайлендс            | Маунт-Гаґен            | 4300            | 254 227   | 59,12                | Гайлендс |
| 18    |        | Західна Нова Британія        | Кімбі                  | 21 000          | 184 838   | 8,80                 | Острови  |
| 19    |        | Сандаун                      | Ванімо                 | 36 300          | 185 790   | 5,12                 | Момасе   |
| 20    |        | Національний столичний округ | Порт-Морсбі            | 240             | 252 469   | 1051,95              | Папуа    |
| 21    |        | Гела                         | Тарі                   | 10 500          | 185 947   | 17,71                | Гайлендс |
| 22    |        | Дживака                      | Міндж                  | 4800            | 185 641   | 38,68                | Гайлендс |

Загальна площа — 462 840 км², населення — 5 166 233 особи (2000).

## Нові провінції
17 травня 2012 року створено дві нові провінції Гела та Дживака. Вони відокремлені відповідно від провінцій Південний Гайлендс та Західний Гайлендс.